# 다로정
다로정(田老町)은 이와테현 시모헤이군에 놓여져 있던 정이다. 2005년에 미야코시와 합병하여 폐지되었다.

## 역사
- 1889년 4월 1일 - 정촌제가 시행되어 다로촌·오쓰베촌·스에마에촌·셋푸다이촌이 합병해 히가시헤이군 다로촌이 발족.
- 1944년 3월 10일 - 정제 시행에 의해 다로정이 된다.
- 1958년 3월 - 최초 해발 10m가 넘는 방조제가 완성됐다. 그 후에도 증설을 계속된다.
- 1960년 5월 24일 - 1960년 발디비아 지진의 영향을 받아 해일이 내습했지만, 방조제에는 도달하지 않아, 피해는 발생하지 않았다.
- 1979년 5월 24일 - 길이 2433m, 해발 10m 방조제가 완공.
- 2005년 6월 6일 - 니사토촌과 함께 미야코시와 합병해, 새로운 미야코시의 일부가 된다.
- 2011년 3월 11일 - 옛 지역에 해당되는 도호쿠 지방 태평양 해역 지진이 발생해 큰 피해를 입었다.

## 전노의 방조제
1933년 쇼와 산리쿠 해일에 의한 타로촌의 피해는 559가구 중 500가구가 유실되어 사망·실종자 수는 인구 2773명 중 911명(32%), 일가 전멸 66가구로 또다시 산리쿠 연안 마을들 중 사망자수, 사망률 모두 최악이었다.도쿄대학 교수·이마무라 아키쓰네 박사 등 학자의 조언에 의거해 당시 내무성과 현 당국이 정리한 부흥책의 기본은 취락의 고소 이전, 즉 '이마차 및 메이지 29년에 침수선 이상의 높은 곳으로 주택을 이전'하는 것이며, 이전을 위한 저리의 택지 조성 자금 대출 등의 조치도 취해졌다.
타로는 당시로서는 규모가 큰 마을로, 마을 이전은 부지 확보가 어려웠고 주위에 적당한 고지대도 없었다.해안에서 벗어나면 주요 산업의 어업이 어려워진다는 문제도 있었다.그래서 당시 촌장 세키구치 쇼타로(關口松太郎) 이하, 촌 당국이 고안해 낸 부흥안은 고소 이전이 아니라 방조제 건조를 중심으로 한 계획이었다.비용은 대장성으로부터 재해지 고소 이전의 택지 조성 대출 자금을 차입해 방조제 공사에 충당하기로 했다.
제1기 공사는 1934년에 개시되었다.고대 이전안을 기본으로 해, 당초는 난색을 표한 나라와 현도 교섭의 결과 비용 부담에 동의해, 2년째부터는 전면적으로 나라와 현이 공비를 부담하는 공공 사업이 되어, 건설은 순조롭게 진행될 것으로 생각되었다. 그러나 중일전쟁이 확대되면서 자금이나 자재가 고갈되어 1940년(쇼와 15년)에는 공사가 중단되었다.전후, 마을 전체에서 관계 관청에 대한 진정을 반복한 결과, 1954년에 14년 만에 공사가 재개되어 4년 후인 1958년에는 공사가 종료되어, 기공으로부터 24년을 거쳐 전체 길이 1350m, 기저부의 최대폭 25m, 지상고 7.7m, 해수면 높이 10m라고 하는 대방조제가 완성되었다.그 후에도 증축이 이루어져 실로 기공 반세기 후인 1966년(쇼와 41년)에 최종적인 완성을 보았다.총 공사비는 1980년 당시 화폐가치로 환산해 약 50억엔에 이르며, 총연장 2433m의 X자형 거대한 방조제가 성벽처럼 시가를 감싸고 있는 웅장한 방조제였다.
1960년에 내습한 칠레 지진 해일에서는 산리쿠 해안의 다른 지역에서 희생자가 발생했지만, 본지역에서의 해일의 높이는 불과 3.5m로 제방에는 이르지 못했다. 그러나 다음날의 보도에서는, 제방이 공을 세워 타로 지구의 피해는 경미하게 그쳤다고 하며, 이것을 기회로 방조제에 대한 관심이 높아져, 해외로부터도 시찰단이 찾아온다.쇼와 산리쿠 해일 70주년에 해당하는 2003년 3월, 마을은 「재해를 반복하지 않는다」라고 맹세해, 「해일 방재의 마을」을 선언해 기념의 비석을 설치했다.같은 지구 출신의 타바타 요시에 의한 「해일 전전고」의 종이연극 활동을 시작으로 하는 아동에의 방재 교육이나, 연 1회의 피난 훈련에도 힘을 써 「방재의 마을」로서 전국적으로도 유명했다.그 후, 2005년에 다로정은 미야코시에 편입되어 소멸했다.
2011년 3월 11일의 동일본 대지진이 발생한 해일은, 오후 3시 25분에 다로 지구에 도달했다.바다 쪽 방조제는 500여 m에 걸쳐 순식간에 붕괴됐고, 시가 중심부에 진입한 쓰나미로 지구에서는 또다시 큰 피해가 발생했다.목격 증언에 의하면 「해일의 높이는, 제방의 높이의 배였다」라고 한다.시가는 전멸 상태가 되어, 지구의 인구 4434명중 200명 가까운 사망자·행방불명자를 냈다.훌륭한 방조제가 있다는 안도감 때문에 오히려 많은 사람이 도망치지 못했다는 증언도 있다.